# 1758 en arts plastiques
| Années des arts plastiques : 1755 - 1756 - 1757 - 1758 - 1759 - 1760 - 1761    |
| Décennies des arts plastiques : 1720 - 1730 - 1740 - 1750 - 1760 - 1770 - 1780 |

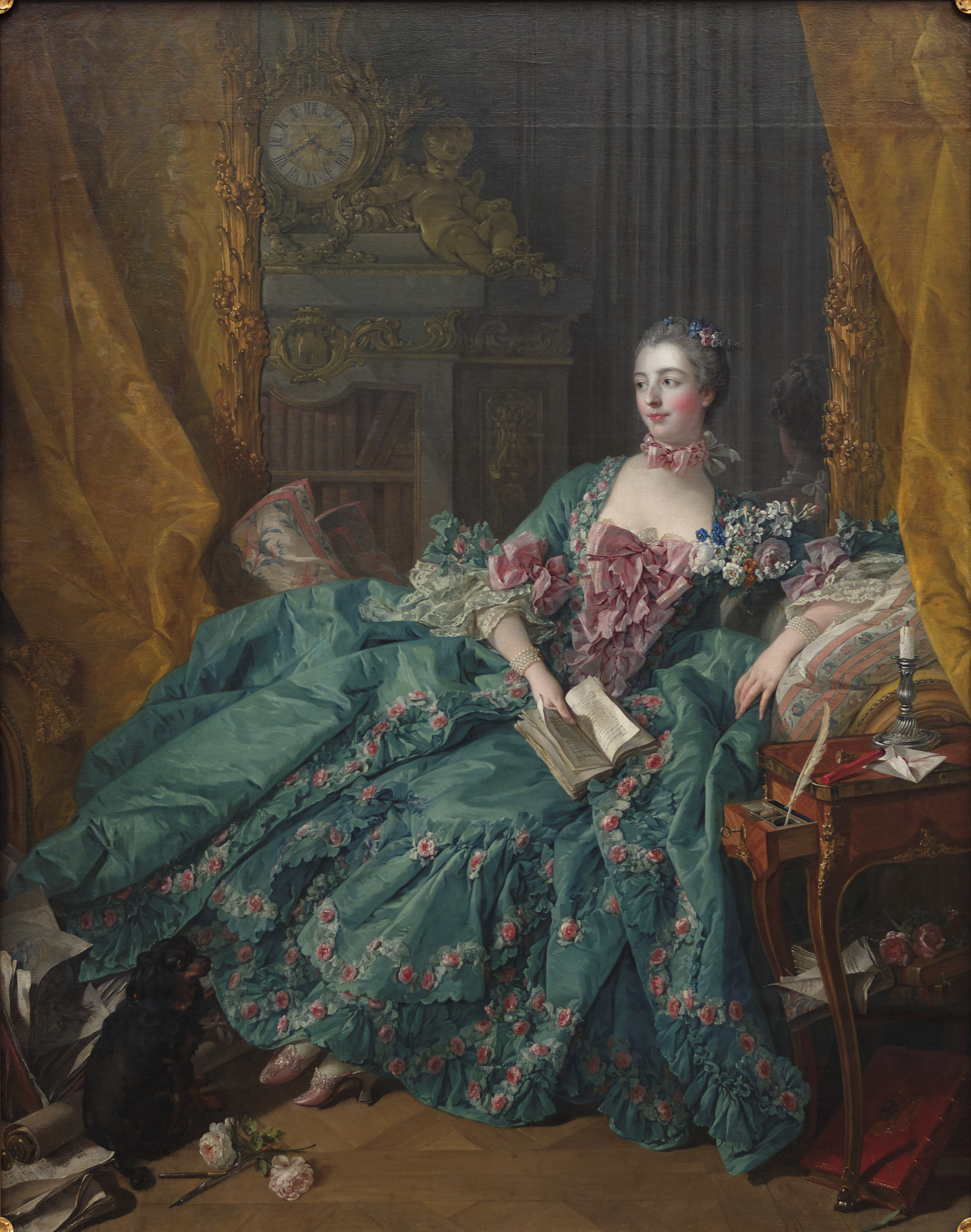
Portrait de Madame de Pompadour, François Boucher.

Cette page concerne l'année 1758 en arts plastiques.

## Naissances
- 20 janvier : Marie-Anne Pierrette Paulze, peintre et illustratrice française († 10 février 1836),
- 26 mars : François-Louis Gounod, peintre et graveur français († 5 mai 1823),
- 29 mars : Pierre-Nicolas Legrand de Lérant, peintre français († 11 mai 1829),
- 4 avril : Pierre-Paul Prud'hon, peintre et dessinateur français († 16 février 1823),
- 18 juin : Robert Bowyer, peintre britannique († 4 juin 1835),
- 18 juillet : Pierre Joseph Lafontaine, peintre belge († 12 janvier 1835),
- 14 août : Carle Vernet, peintre, dessinateur et lithographe français († 27 novembre 1836),
- 18 août : François Watteau, peintre français († 1er décembre 1823),
- 12 septembre : Jacques-Albert Senave, peintre flamand (° 1823).
- 3 octobre : Louis-Auguste Brun, peintre paysagiste, animalier et portraitiste suisse († 8 octobre 1815),
- 15 décembre : Gianni Felice, graveur et peintre italien († 21 janvier 1823),
- ? :
  - Cosme de Acuña, peintre espagnol († ap. 1814),
  - Joseph Marchand, peintre français († 23 novembre 1843),
  - Agostino Ugolini, peintre italien d'art sacré († 1826).

## Décès
- 2 mars : Johann Baptist Zimmermann, peintre et stucateur bavarois de style baroque et rococo (° 3 janvier 1680),
- 23 avril : Nicola Maria Rossi, peintre italien de la période baroque (° 1690),
- 27 juin : Michelangelo Unterberger, peintre autrichien (° 11 août 1695),
- 4 août : Bartolomeo Nazari, peintre du baroque tardif (rococo) italien (° 10 mai 1699),
- 19 octobre : Agostino Masucci, peintre italien (° vers 1691),
- ? :
  - Ciro Adolfi, peintre baroque italien (° 1683),
  - Giuseppe Dallamano, peintre baroque italien (° 1679),
  - Francesco Mancini, peintre  baroque et rococo italien (° 1679),
  - Francesco Maria Raineri, peintre baroque italien (° 1676).